# Damian Kratzenberg
Damian Kratzenberg (* 5. November 1878 in Clerf; † 11. Oktober 1946 in Luxemburg) war der Vorsitzende der Volksdeutschen Bewegung (VdB) in Luxemburg, einer nationalsozialistischen Gruppierung, die das Luxemburger Volk als Deutsche ansah und sich dafür einsetzte, Luxemburg ins Deutsche Reich einzugliedern.

## Ausbildung und Beruf
Nach seinem Abitur am Lycée classique de Diekirch (LCD) in Diekirch studierte Kratzenberg in Lille, Paris und Berlin Philosophie. Er wurde Lehrer für Griechisch und Deutsch und unterrichtete in Diekirch, in Echternach und anschließend in Luxemburg-Stadt.
1907 wurde er Mitglied im Volksbildungsverein, einem eher linksgerichteten antiklerikalen Verein, dem er von 1922 bis 1934 präsidierte. Von 1912 bis 1934 war er zudem Mitglied der Association générale des étudiants luxembourgeois. Politisch engagiert war Kratzenberg von 1930 bis 1938 in der Liberalen Partei.

## Heim ins Reich
Seine deutliche Liebe zur deutschen Kultur und vor allem zur deutschen Literatur übertrug Kratzenberg auf ganz Deutschland. Für ihn waren die Luxemburger Deutschstämmige. Seine Deutschstämmigkeit hob Kratzenberg bei jeder Gelegenheit hervor, hielt aber anfangs an der staatlichen Souveränität Luxemburgs fest.
Anlässlich der Machtergreifung der Nationalsozialisten in Deutschland am 30. Januar 1933 unter Führung von Adolf Hitler glaubte Kratzenberg, dass die deutsche Kultur damit schon fertig werde.
Gleichwohl näherte sich Kratzenberg zunehmend dem Nationalsozialismus an. Er begann, sich zum Führerprinzip zu bekennen und unterstützte den Abbau der bürgerlichen Freiheiten zur Verwirklichung der Ziele des Nationalsozialismus. Zur Anerkennung erhielt Kratzenberg 1936 die renommierte deutsche Goethe-Medaille für Kunst und Wissenschaft wegen seiner außergewöhnlichen Verdienste um die deutsche Kultur. Daraufhin ließ er Hitler über den Luxemburger Botschafter ausrichten, dass er der edelste Mensch und stärkste Hort für die Zukunft Europas sei.

## GEDELIT
1934 wurde die Luxemburger Gesellschaft für Deutsche Literatur und Kunst (GEDELIT) als Gegenstück zur Alliance Française gegründet. Ab 1935 übernahm Kratzenberg deren Vorsitz. 1938 begann die GEDELIT, in Luxemburger Schulen Propaganda zu machen. Der Sturmtrupp Lützelburg, eine Gruppe Schüler, die dem Nationalsozialismus nahestanden, konnte seine Versammlungen im Lokal der GEDELIT abhalten. Auch Kratzenbergs Zeitung Luxemburger Schau war eindeutig nationalsozialistisch.
Im Mai 1938 kam in einem Prozess gegen einen seiner Schüler heraus, dass Kratzenberg seine Schüler jeden Samstag versammelte, um diese zum Nationalsozialismus zu bekehren. Daraufhin beschuldigten ihn Journalisten, seinen Posten als Lehrer zu missbrauchen. Obwohl er einen Prozess gegen den Journalisten Emile Marx gewinnen konnte, hatte sein Ruf als Pädagoge doch stark gelitten.
Ein Jahr später, im Mai 1939, hielt Kratzenberg in Köln einen Vortrag, bei dem er von der Zugehörigkeit der Luxemburger zur germanischen Rasse sprach und die historische und sprachliche Zugehörigkeit zu Deutschland beweisen wollte. Da diese Rede nur kurz nach der Annexion Tschechiens als Protektorat Böhmen und Mähren stattfand, sorgten seine Äußerungen für viel Wirbel und wurden als Einverständnis der GEDELIT für die Annektierung Luxemburgs durch das Reich angesehen. Daraufhin ließ Erziehungsminister Margue Kratzenberg mitteilen, dass er seine Staatsanstellung verlieren würde, wenn er diese oder ähnliche Äußerungen wiederhole.

## Zeit der deutschen Besatzung
Als am 10. Mai 1940 die Wehrmacht Luxemburg besetzte, wandelte sich die GEDELIT komplett zu einer politischen Organisation im Dienste der Besatzer. Am 17. Mai wurde aus der GEDELIT die Volksdeutsche Bewegung (VdB) und Kratzenberg forderte deutlich den Anschluss an Nazideutschland („Heim ins Reich“). In seiner Funktion als Vorsitzender der VdB war Kratzenberg dem deutschen Chef der Zivilverwaltung, dem Gauleiter Gustav Simon unterstellt.
Am 6. Juli 1940 verbreitete die VdB folgenden Aufruf:
Luxemburger, höre die Stimme des Blutes! Sie sagt dir, dass du nach Rasse und Sprache ein Deutscher bist. Luxemburgertum in allen Ehren! Denn wahres Luxemburgertum ist reines Deutschtum.

## Das Ende
Wenige Tage vor der Befreiung Luxemburgs durch die Alliierten flüchtete Kratzenberg am 1. September 1944 über Trier und Koblenz nach Weißenberg. Ein Brief an seine Tochter nach Kriegsende verriet ihn aber, und Kratzenberg wurde nach Luxemburg gebracht, wo er vor Gericht gestellt wurde. Der Prozess dauerte vier Tage. Am 1. August 1946 wurde Damian Kratzenberg zum Tode verurteilt und am 11. Oktober 1946 auf dem Schießstand der Kaserne auf dem Heilig-Geist-Plateau in Luxemburg Stadt erschossen.